# Садвар

Города Хорезма перед монгольским нашествием

Садвар (туркм. Sadwar) — исчезнувший город (крепость) эпохи античности и средневековья, развалины которого находились на территории Дарганатинского этрапа Лебапского велаята Туркмении. В прошлом был частью Хорезма. После проведенных археологических исследований, городище было затоплено при строительстве Тюямуюнского водохранилища на Амударье.

## Описание
Крепость Садвар находилась на левом берегу Амударьи вдоль обрывистого края плато, имела неправильную, вытянутую с северо-запада на юго-восток форму и общую площадь около 20 га. Была окружена рвом с трех сторон, в центре имелись обнесенные рвом остатки замка античного времени. Территория вокруг крепости находилась в зоне Мешеклинского тугая, что способствовало развитию земледельческого хозяйства в окрестностях города.
Начало обживания площади Садвара относится к IV—III вв. до н. э., город существовал как в афригидскую, так и в кушанскую эпохи. Обнаружены застройки IX—XII вв., этим же периодом датируется керамика. Был торгово-ремесленным центром на одном из главных караванных путей Хорезма. Считается, что город погиб еще до моноголо-татарского завоевания Средней Азии, возможно в результате наводнения. Через некоторое время караван-сарай Садвара частично возродился, и продолжал существовать в каком-то виде как один из пунктов на караванном пути.

## Исследования
Развалина Садвара были обследованы и подробно описаны М. Е. Массоном. Дополнительные раскопки проводились Хорезмской археолого-этнографической экспедицией Института этнографии Академии Наук СССР (Н. Н. Вактурская и В. А. Лоховиц) в 1972—1975 гг. , в результате чего были обнаружены крупные археологические комплексы и ценная информации о жизни и структуре города.